# 沪宁高速公路
沪宁高速公路（又名宁沪高速公路）是连接上海市与江苏省南京市的一条高速公路。其全线均为中国国家高速公路网沪蓉高速公路的组成部分，无锡枢纽以东亦为京沪高速公路的组成部分。全长约274公里，其中江苏段248.2公里、上海段25.8公里。该高速最初按双向四车道标准建设，设计时速120公里，设有20座互通式立交和6处服务区，后扩建为八车道。项目概算总投资70.4亿元，实际投资62.1亿元。
沪宁高速公路的建设缘起于改革开放后苏南地区经济迅速发展所带来的交通瓶颈问题。当时南京至上海的312国道通行效率低下，全程需约10小时，平均车速不足30公里/小时。为缓解压力，1986至1987年，中日双方根据政府间科技合作协议开展了可行性研究。1991年2月，中华人民共和国国务院正式批准项目立项。其中江苏段于1992年6月14日开工，1996年9月15日建成，同年11月28日全线通车，成为江苏省首条建成的高速公路，并将南京至上海的车程缩短至3小时以内。被央广网誉为“黄金通道”。
沪宁高速的通车有效带动了沿线地区经济发展，推动了多个国家级和省级经济技术开发区的设立，促进机械制造、物流、旅游等产业的集聚。随着车流量持续增长，年均增幅超过20%，江苏省于2003年启动沪宁高速江苏段的扩建工程，采用“边通车边施工”的方式将四车道拓宽至八车道。该工程于2005年12月23日全线完工，翌年1月1日全线投入运行。

## 建设历程

### 建设背景
自改革开放以来，沪宁地区城市密集、经济发展迅猛，乡镇企业快速崛起，各种运输方式的运力趋于饱和，铁路、运河已难以有效分担公路运输压力。原有的沪宁公路不仅标准低、线路迂回，全程中二级公路仅占约10%，在持续增长的交通量下早已超出其承载能力。尽管江苏省人民政府曾为缓解运输紧张状况，对312国道南京至上海段按二级公路标准进行了改建，但测算表明，即便改建完成，繁忙路段的交通量仍将超出设计能力，难以满足日益增长的运输需求。因此，在上海和南京之间新建一条高速公路已势在必行:7-8。
1986年至1987年间，根据中日两国政府的科技合作协定，日本国际协力事业团与中方专家共同开展了沪宁高速公路的可行性论证，商讨了高标准高速公路的设计理念与技术方案。当时江苏省政府分管交通的常务副省长陈焕友率团赴西德考察，重点了解西德高速公路自20世纪30年代以来的发展情况。考察归来后，他提出应在江苏建设一条通往上海的高速公路。1988年初，中华人民共和国交通部、江苏省、浙江省、上海市及国务院上海经济区办公室的主要负责人在上海召开会议，商讨加强区域交通联系的方案。时任中共上海市委书记江泽民指出，现有的沪宁及沪杭甬公路已难以满足经济发展的需求，建议尽快建设连接上海与江苏、浙江的高速通道。江苏省方面则认为，建设沪宁高速公路对于完善长三角地区交通骨架、提升投资环境、扩大对外开放具有重要意义。会后，会议各方联合向中华人民共和国国务院报送了《关于加快沪宁、沪杭甬高速公路建设的报告》:18-19。

### 批准与开工
1991年2月，中华人民共和国国家计划委员会报请中华人民共和国国务院批准，正式批复同意建设沪宁高速公路:119，并将其列为“八五”期间重大工程项目:19。该项目工程总概算为70.4亿元人民币，实际投资为62.1亿元人民币:119–120。由中华人民共和国交通部第二公路勘察设计院、江苏省交通规划设计院等部门设计，江苏省高速公路建设指挥部负责建设:188。其中，江苏段于1992年6月14日开工建设，全长258.46公里；上海段于1993年1月18日动工，全长25.89公里:3。该高速公路采用双向四车道、全封闭、全立交设计，路基宽度为26米，主线设计行车速度为每小时120公里。全线共设互通式立交20座:120、分离式立交101座、桥梁431座、涵洞616座:188，工程规模较大，在当时中国的公路建设中属于技术难度较高的项目:120。

### 全线贯通并通车
1996年2月26日，沪宁高速公路全线贯通:12；同年9月15日，沪宁高速公路正式通车，南京至上海的行车时间由原先的6至7小时缩短至3小时以内:3。

### 改扩建
自建成通车以来的六年多时间里，沪宁高速公路车流量持续增长，年均增速超过20%，自2003年以来的增幅更是超过30%。为缓解交通压力，江苏省政府于2003年6月召开的常务会议决定启动沪宁高速江苏段扩建工程，计划自当年第三季度起将现有四车道拓宽为八车道。改扩建工程采用全线八车道拼接方案，在原有路基两侧各新增两条车道，施工期间实行边通车边施工的模式，全线投资接近百亿元。最终，扩建工程于2003年11月正式开工，南京段于2005年10月1日率先实现八车道通行。扩建主体工程则于同年12月23日完工，翌年1月1日全线投入运行:73。

## 产生的经济效益
据昌农耕撰文指出，沪宁高速公路建成通车后，显著加快了沪宁经济带（包括上海、苏州、无锡、常州、镇江、南京等六个大中型城市）的对外开放进程。一是改善了投资环境，促进了江苏经济的快速发展；二是带动了商品流通，推动了市场体系的扩展，尤其促进了苏南地区商品市场的发展；三是有助于新兴经济带和城市群的形成:4。《文汇报》则认为，沪宁高速公路缩短了苏南与上海、苏北与苏南之间的经济距离，增强了上海对苏南乃至江苏全省的辐射能力。同时，该高速公路有助于沿线地区共享上海在人流、信息流、物流、资金流等方面的资源和政策优势，提升了上海国际航运中心与苏南沿江港口群的资源整合效率。公路的通车还推动了沿线中小企业的集群化发展，加快了高新技术产业的发展步伐。

## 互通枢纽及服务设施列表

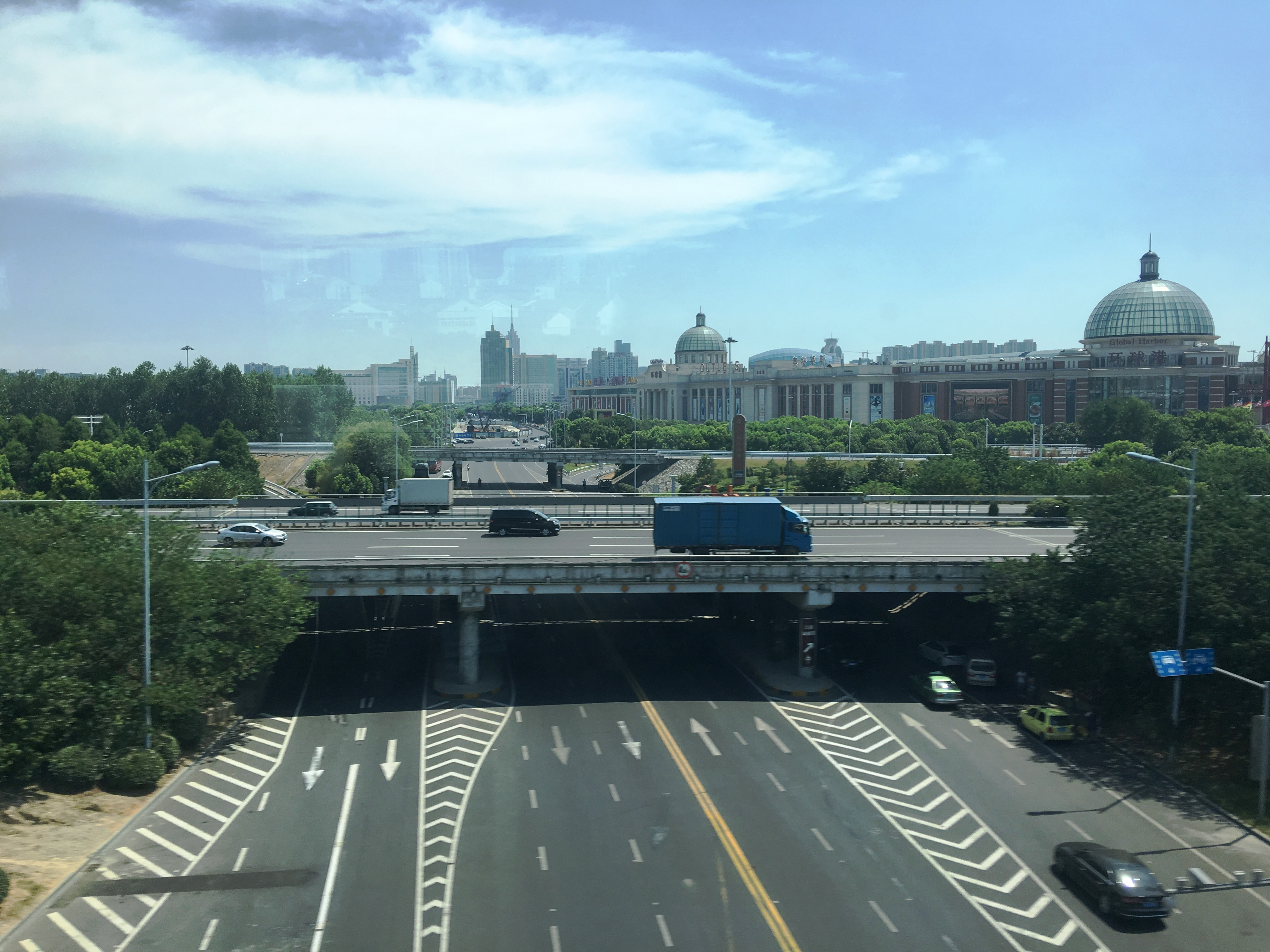
沪宁高速公路常州段

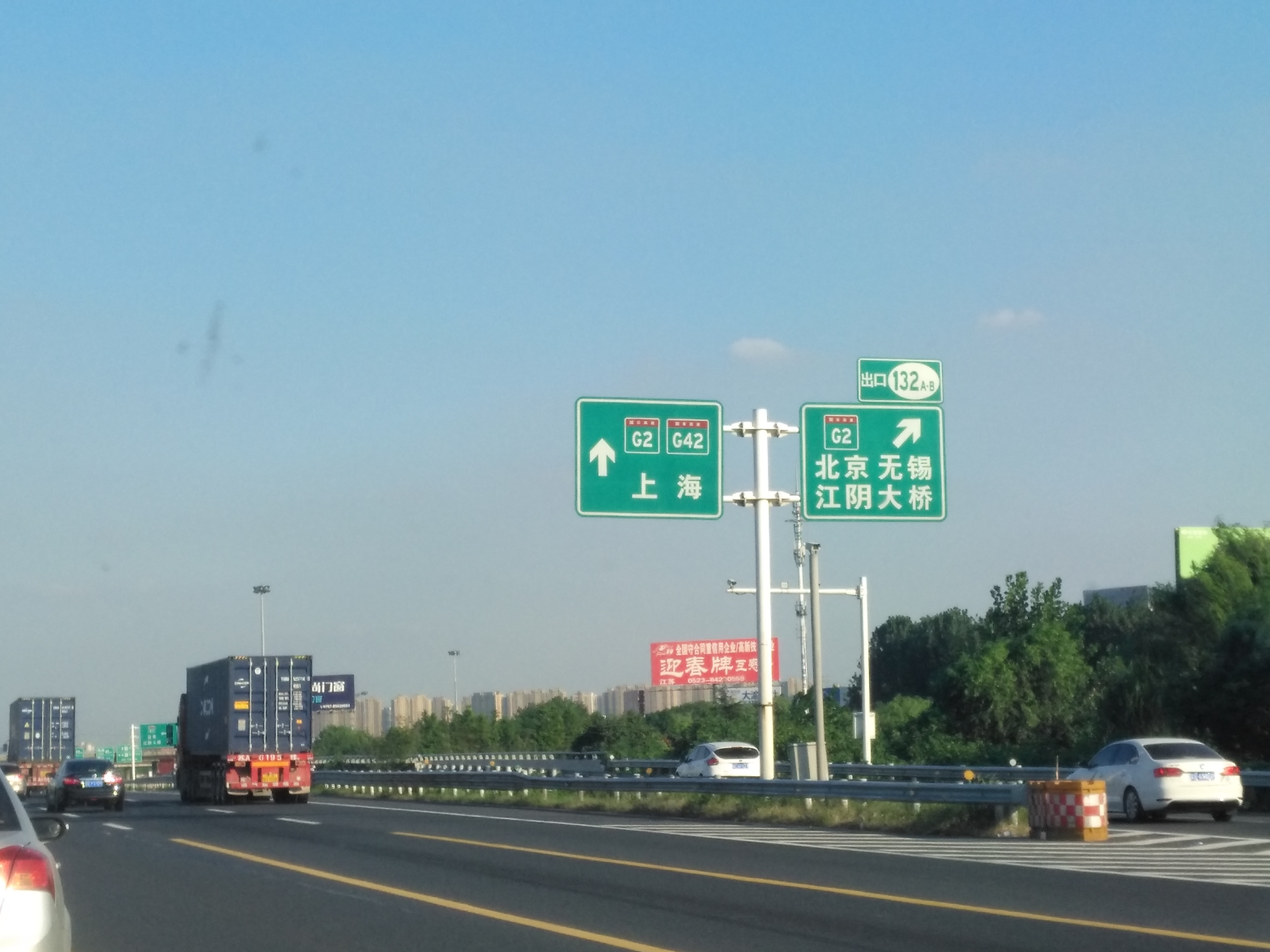
沪宁高速公路无锡枢纽

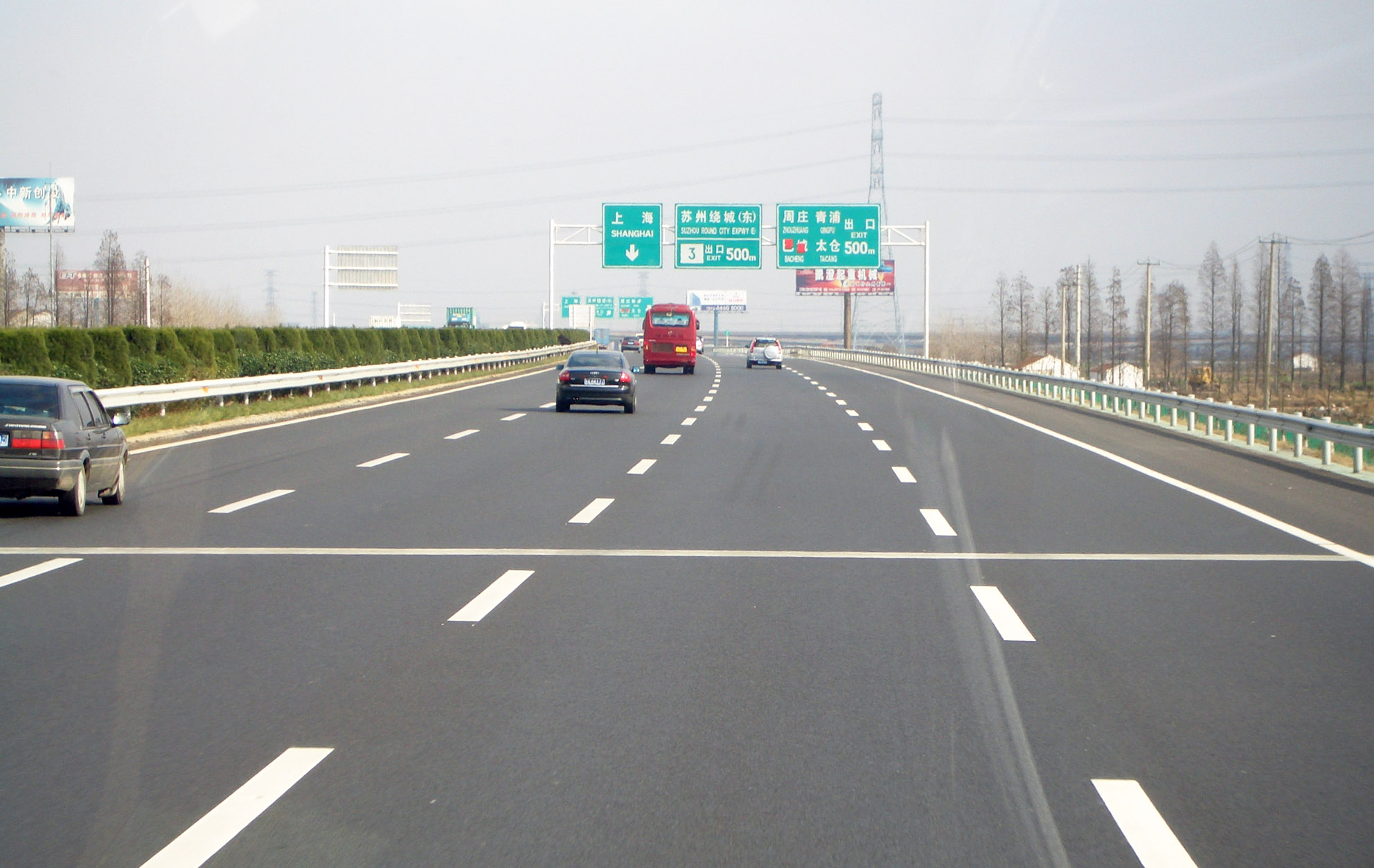
沪宁高速公路苏州市区段

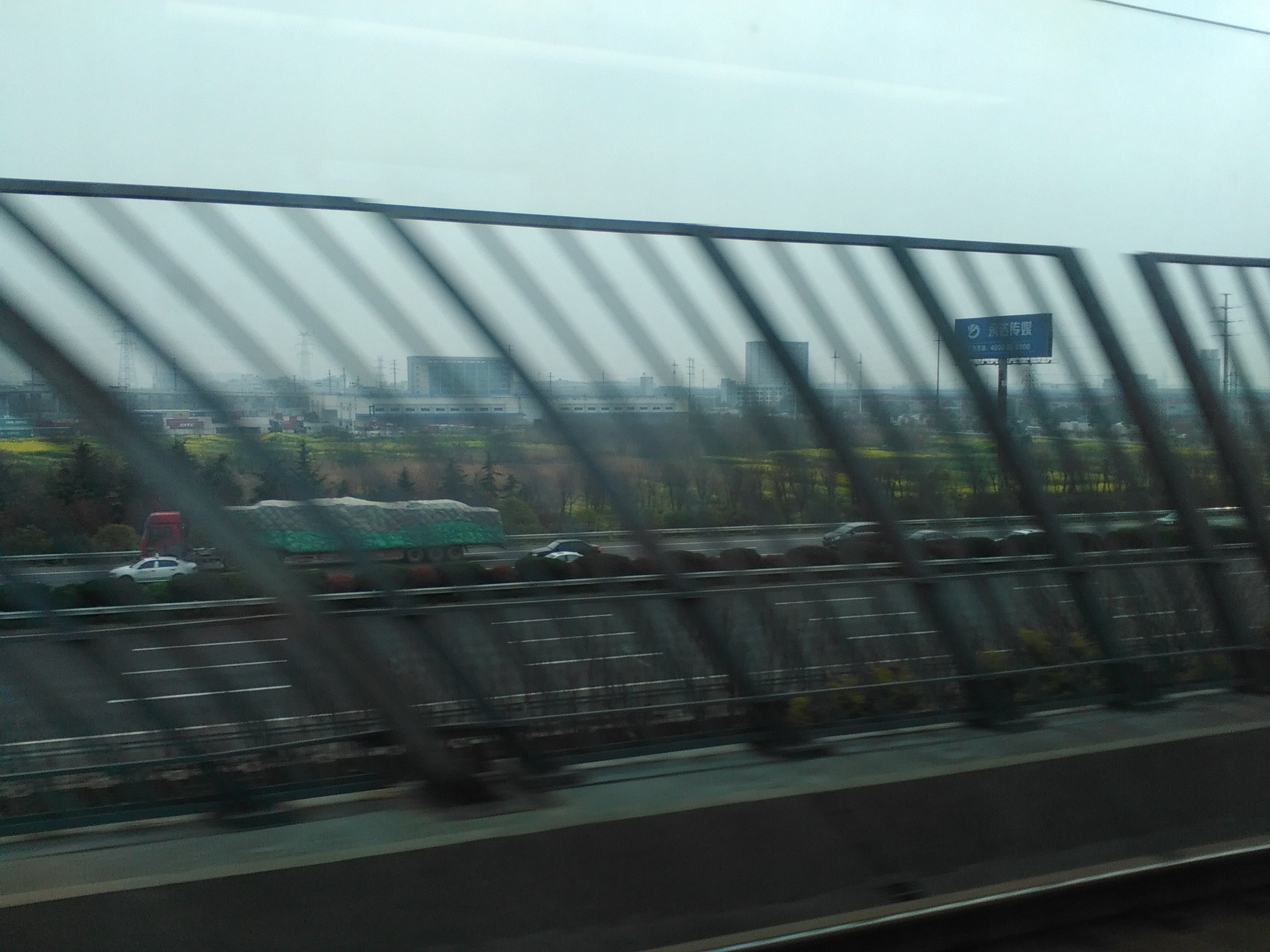
沪宁高速公路昆山段部分与沪宁城际铁路平行

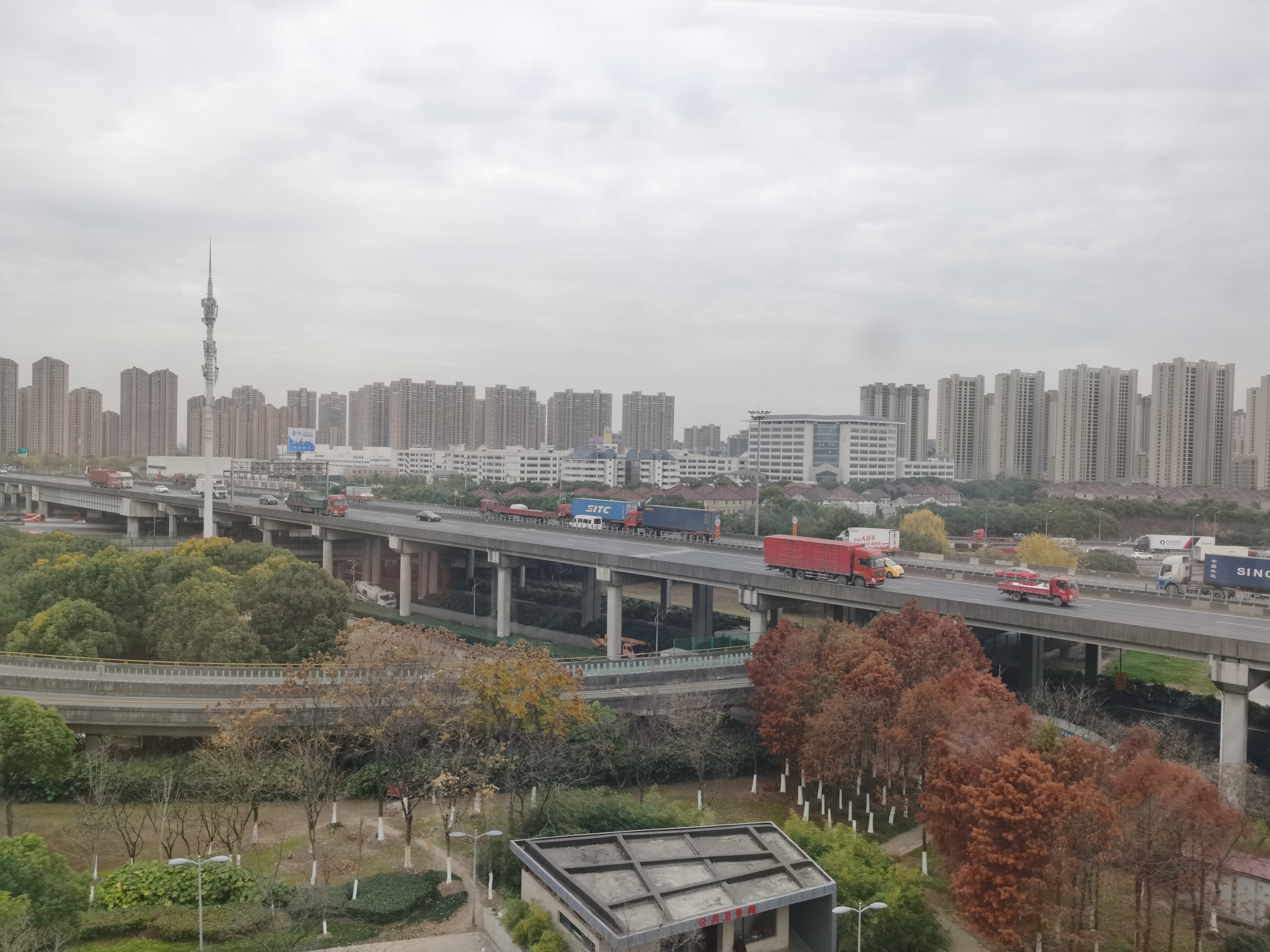
沪宁高速公路沪苏省界部分路段与上海绕城高速公路交汇

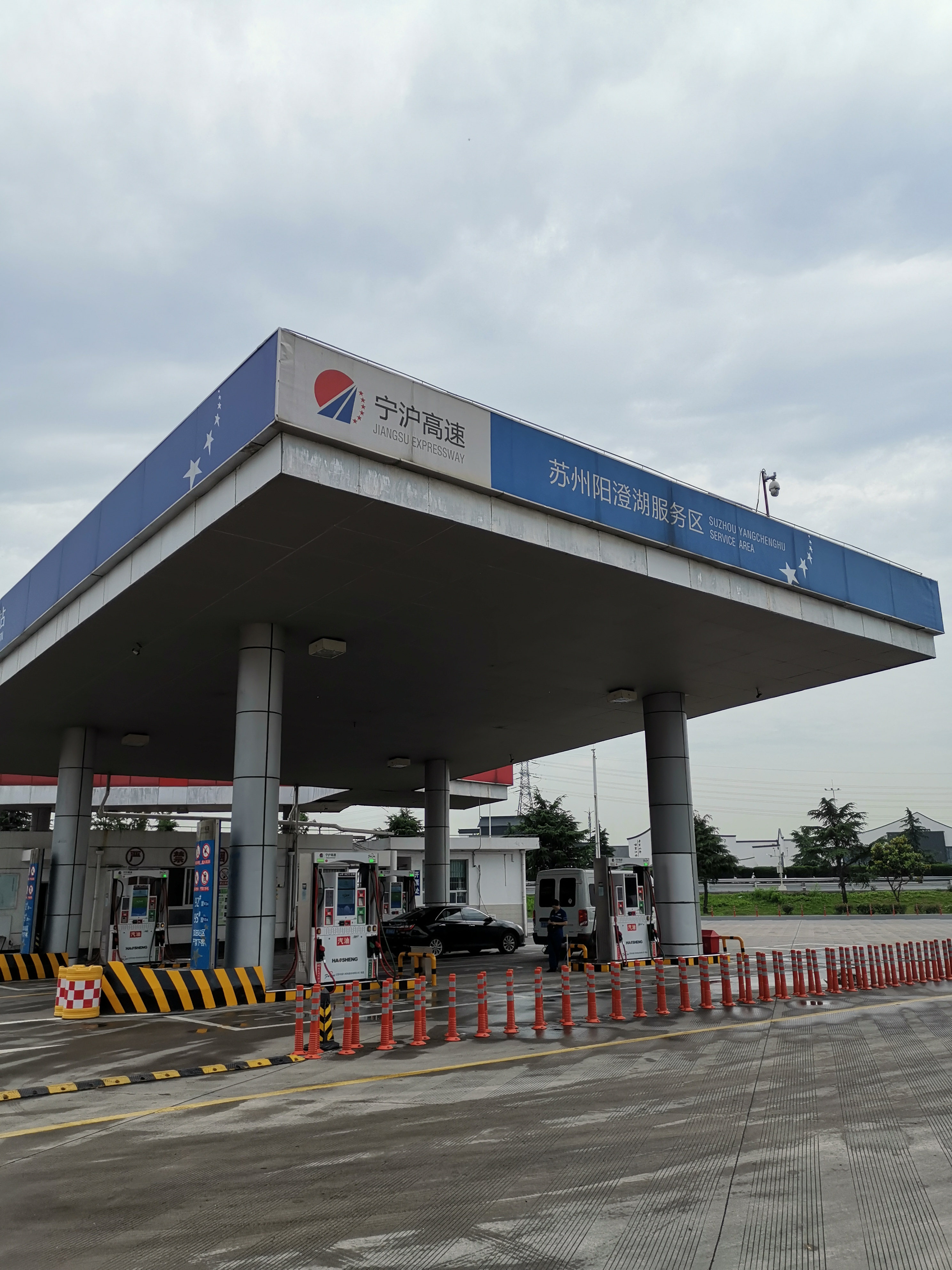
沪宁高速公路阳澄湖服务区

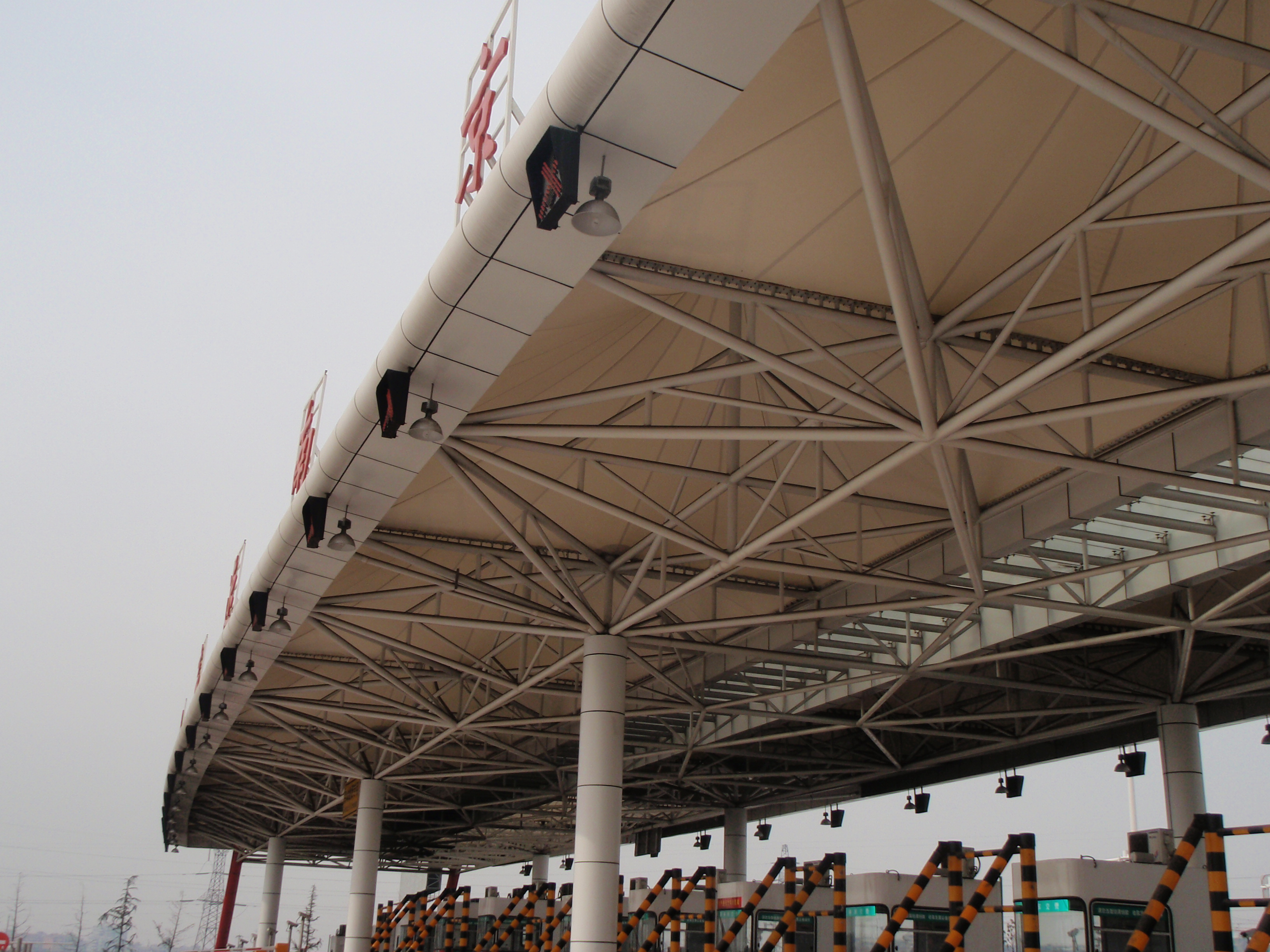
沪宁高速公路南京马群收费站

| 地区                                                                                         | 里程 | 类型                                       | 名称              | 连接                                 | 说明                                              |
| 路段                                                                                         | 路段 | 路段                                       | 路段              | 路段                                 | 路段                                              |
| -------------------------------------------------------------------------------------------- | ---- | ------------------------------------------ | ----------------- | ------------------------------------ | ------------------------------------------------- |
| 上海市 普陀区                                                                                | 10   | 主线出入口                                 | 武宁路            | 武宁路 大渡河路 武宁路地道           | 免费路段起点                                      |
| 上海市 普陀区                                                                                | 10   | 出入口                                     | 真北路            | 中环路                               | 限上海方向入，南京方向出                          |
| 上海市 普陀区                                                                                | 10   | 出入口                                     | 真北路            | 真北路                               | 限上海方向入，南京方向出                          |
| 上海市 普陀区                                                                                | 11   | 出入口                                     | 万镇路            | 曹安公路（ 312国道） 万镇路          | 限南京方向出，武宁路驶入G42的车辆禁止由本出口驶出 |
| 上海市 嘉定区                                                                                | 13   | 枢纽                                       | 外环沪宁          | 外环高速                             |                                                   |
| 上海市 嘉定区                                                                                | 15   | 出入口 · 停车场 · 加油设施 · 修车站 · 餐厅 | 华江路            | 华江公路                             | 限上海方向出、成都方向入                          |
| 上海市 嘉定区                                                                                |      | 停车场 · 加油设施 · 修车站 · 餐厅          | 加油站            | 加油站                               | 仅有加油站                                        |
| 上海市 嘉定区                                                                                |      | 主线收费站                                 | 江桥              | 江桥                                 | 免费路段终点                                      |
| 上海市 嘉定区                                                                                | 18   | 出入口                                     | 嘉闵高架路        | 嘉闵高架路                           |                                                   |
| 上海市 青浦区                                                                                | 24   | 枢纽                                       | 沪宁嘉金          | 沈海高速                             |                                                   |
| 上海市 青浦区                                                                                | 27   | 出入口                                     | 嘉松公路          | 嘉松中路（ 224省道）                 |                                                   |
| 上海市 嘉定区                                                                                | 34   | 出入口                                     | 安亭汽车城        | 墨玉南路                             | 位于嘉定区和青浦区交界                            |
| 沪苏界                                                                                       | 35   | 地界                                       | 沪苏界            | 沪苏界                               |                                                   |
| 苏州市 昆山市                                                                                | 34   | 枢纽                                       | 郊环沪宁          | 上海绕城高速                         |                                                   |
| 苏州市 昆山市                                                                                |      | 主线收费站                                 | 安亭              | 安亭                                 | 南京方向，已拆除                                  |
| 苏州市 昆山市                                                                                | 34   | 出入口                                     | 花桥              | 绿地大道                             |                                                   |
| 苏州市 昆山市                                                                                |      | 主线收费站                                 | 花桥              | 花桥                                 | 上海方向，已拆除                                  |
| 苏州市 昆山市                                                                                | 48   | 出入口                                     | 陆家              | 东城大道 金阳东路                    |                                                   |
| 苏州市 昆山市                                                                                | 58   | 出入口                                     | 昆山              | 长江南路（ 224省道）                 |                                                   |
| 苏州市 昆山市                                                                                | 63   | 出入口                                     | 昆山高新区        | 中华园路                             |                                                   |
| 苏州市 昆山市                                                                                | 66   | 枢纽                                       | 正仪              | 常嘉高速                             |                                                   |
| 苏州市 姑苏区                                                                                | 70   | 出入口                                     | 苏州工业园        | 现代大道                             |                                                   |
| 苏州市 姑苏区                                                                                | 77   | 出入口 · 停车场 · 加油设施 · 修车站 · 餐厅 | 阳澄湖            | 阳澄湖大道                           |                                                   |
| 苏州市 相城区                                                                                | 89   | 枢纽                                       | 苏州北            | 常台高速                             |                                                   |
| 苏州市 相城区                                                                                | 90   | 出入口                                     | 苏州东 苏州       | 苏州北站高架路（ 524国道） 相城大道  |                                                   |
| 苏州市 姑苏区                                                                                | 97   | 出入口                                     | 苏州西 苏州新区   | 西环快速路 阳澄湖西路                |                                                   |
| 苏州市 相城区                                                                                | 108  | 枢纽                                       | 东桥              | 苏台高速                             |                                                   |
| 无锡市 新吴区                                                                                | 115  | 出入口                                     | 硕放              | 通锡高速                             |                                                   |
| 无锡市 新吴区                                                                                | 118  | 出入口                                     | 机场 苏南硕放机场 | 新韵南路                             | 苏南硕放国际机场                                  |
| 无锡市 新吴区                                                                                |      | 停车场 · 加油设施 · 修车站 · 餐厅          | 梅村              | 梅村                                 |                                                   |
| 无锡市 锡山区                                                                                | 127  | 出入口                                     | 无锡东            | 太湖大道 春阳路                      |                                                   |
| 路段                                                                                         |      |                                            |                   |                                      |                                                   |
| 无锡市 锡山区                                                                                | 132  | 枢纽 · 出入口                              | 无锡              | 京沪高速 通江大道 北环路（ 312国道） |                                                   |
| 无锡市 锡山区                                                                                | 136  | 枢纽 · 出入口                              | 无锡北            | 沪宜高速 锡澄南路（ 229省道）        |                                                   |
| 无锡市 惠山区                                                                                | 148  | 出入口                                     | 玉祁              | 唐平路                               |                                                   |
| 常州市 武进区                                                                                | 155  | 枢纽                                       | 横林              | 沪武高速                             | 往G4221上海方向限上海方向出                       |
| 常州市 武进区                                                                                | 158  | 出入口                                     | 横山              | 省庄大道（ 232省道） 东方东路        |                                                   |
| 常州市 天宁区                                                                                | 161  | 停车场 · 加油设施 · 修车站 · 餐厅          | 芳茂山            | 芳茂山                               |                                                   |
| 常州市 天宁区                                                                                | 167  | 出入口                                     | 青龙              | 青洋路高架 青洋北路 河海东路         |                                                   |
| 常州市 新北区                                                                                | 172  | 出入口                                     | 常州北 常州       | 通江中路 常澄路（ 340省道）          |                                                   |
| 常州市 新北区                                                                                | 178  | 出入口                                     | 薛家              | 龙江北路                             |                                                   |
| 常州市 新北区                                                                                | 185  | 枢纽                                       | 罗溪              | 江宜高速                             |                                                   |
| 常州市 新北区                                                                                | 191  | 出入口                                     | 罗墅湾            | 机场路 罗汤路                        | 常州奔牛国际机场                                  |
| 镇江市 丹阳市                                                                                | 204  | 停车场 · 加油设施 · 修车站 · 餐厅          | 窦庄              | 窦庄                                 |                                                   |
| 镇江市 丹阳市                                                                                | 216  | 出入口                                     | 丹阳东            | 机场路（ 122省道）                   |                                                   |
| 镇江市 丹阳市                                                                                |      | 枢纽 · 出入口                              | 丹阳新区          | 阜溧高速 东城里路                    |                                                   |
| 镇江市 丹阳市                                                                                | 216  | 出入口                                     | 丹阳              | 迎宾路（ 233国道） 开发大道          |                                                   |
| 镇江市 丹阳市                                                                                | 223  | 出入口                                     | 河阳              | 312国道                              |                                                   |
| 镇江市 丹徒区                                                                                | 229  | 枢纽                                       | 镇江              | 镇江支线                             |                                                   |
| 镇江市 丹徒区                                                                                | 235  | 枢纽                                       | 丹徒              | 扬溧高速                             |                                                   |
| 镇江市 丹徒区                                                                                |      | 停车场 · 加油设施 · 修车站 · 餐厅          | 仙人山            | 仙人山                               |                                                   |
| 镇江市 句容市                                                                                | 247  | 出入口                                     | 句容              | 243省道                              |                                                   |
| 镇江市 句容市                                                                                | 247  | 出入口                                     | 句容北 句容城区   | 266省道 304县道                      |                                                   |
| 南京市 江宁区                                                                                | 267  | 出入口                                     | 汤山              | 002省道                              |                                                   |
| 南京市 江宁区                                                                                |      | 停车场 · 加油设施 · 修车站 · 餐厅          | 黄栗墅            | 黄栗墅                               |                                                   |
| 南京市 江宁区                                                                                | 278  | 枢纽                                       | 麒麟              | 南京绕城高速                         |                                                   |
| 南京市 栖霞区                                                                                | 282  | 主线收费站                                 | 南京              | 南京                                 |                                                   |
| 南京市 栖霞区                                                                                | 284  | 枢纽 · 出入口                              | 马群              | 南京绕城公路 沪宁高速公路南京连接线  | 免费路段                                          |
| 沪宁高速公路南京连接线                                                                       |      |                                            |                   |                                      |                                                   |
| 南京市 栖霞区                                                                                |      | 出入口                                     | 太阳城路          | 太阳城路                             |                                                   |
| 南京市 玄武区                                                                                |      | 出入口                                     | 环陵路            | 环陵路                               | 限南京方向入，上海方向出                          |
| 南京市 栖霞区                                                                                |      | 出入口                                     | 陵东路            | 陵东路                               | 限南京方向出                                      |
| 南京市 玄武区                                                                                |      | 主线收费站                                 | 南京              | 南京                                 | 已取消                                            |
| 南京市 玄武区                                                                                |      | 出入口                                     | 灵谷寺路          | 灵谷寺路                             | 限南京方向入，上海方向出                          |
| 南京市 玄武区                                                                                |      | 出入口                                     | 苜蓿园大街        | 苜蓿园大街                           | 限上海方向入                                      |
| 南京市 玄武区                                                                                |      | 出入口                                     | 中山门大街        | 中山门大街                           | 限南京方向出                                      |
| 南京市 玄武区                                                                                |      | 主线出入口                                 | 中山东路          | 中山东路                             |                                                   |
| 1.000 英里 = 1.609 千米；1.000 千米 = 0.621 英里 并行路段 • 已关闭／取消 • 限制进入 • 未开放 |      |                                            |                   |                                      |                                                   |